# NGC 3473
NGC 3473 é uma galáxia espiral barrada (SBb) localizada na direcção da constelação de Leo. Possui uma declinação de +17° 07' 30" e uma ascensão recta de 10 horas, 58 minutos e 05,2 segundos.
A galáxia NGC 3473 foi descoberta em 21 de Março de 1784 por William Herschel.